# 1964年インスブルックオリンピックのバイアスロン競技
1964年インスブルックオリンピックのバイアスロン競技（1964ねんインスブルックオリンピックのバイアスロンきょうぎ）はインスブルックの西約17kmのゼーフェルトで男子のみ1種目が実施された。

## 競技結果

### 男子20km
- 1964年2月4日

| 順位 | 国・地域     | 氏名                         | 総合タイム（ミスショット） |
| ---- | ------------ | ---------------------------- | -------------------------- |
| 金   | ソビエト連邦 | ヴラジーミル・メラニン       | 1時間20分26秒8（0）        |
| 銀   | ソビエト連邦 | アレクサンドル・プリヴァロフ | 1時間23分42秒5（0）        |
| 銅   | ノルウェー   | オーラヴ・ヨールデート       | 1時間24分38秒8（1）        |
| 4    | ノルウェー   | ラグナル・トヴァイテン       | 1時間25分52秒5（3）        |
| 5    | ルーマニア   | ヴィロモシュ・ゲオルゲ       | 1時間26分18秒0（2）        |
| 6    | ポーランド   | ユゼフ・ルビシュ             | 1時間26分31秒6（2）        |
| 7    | ソビエト連邦 | ヴァレンチン・プシェニチン   | 1時間26分59秒0（2）        |
| 8    | フィンランド | ハンヌ・ポスチ               | 1時間27分16秒5（1）        |
| 19   | 日本         | 山中勇二                     | 1時間33分51秒8（2）        |
| 26   | 日本         | 二峰良四郎                   | 1時間35分38秒6（3）        |